# Elettrotreno DR 270
L'elettrotreno 270 della Deutsche Reichsbahn, dal 1994 serie 485 della Deutsche Bahn, è un elettrotreno realizzato negli anni ottanta per l'esercizio della S-Bahn di Berlino Est.

## Composizione
I treni sono composti a partire da un complesso composto di due carrozze, una motrice con cabina (serie 485) e una rimorchiata senza cabina (serie 885). Tale coppia, inscindibile, viene detta Viertelzug ("quarto di treno") ed è la base sulla quale vengono composti i treni in servizio regolare:
- due Viertelzug (M+R + R+M) compongono un Halbzug ("mezzo treno");
- tre Viertelzug (M+R + R+M + R+M) compongono un Dreiviertelzug ("tre quarti di treno");
- quattro Viertelzug (M+R + R+M + M+R + R+M) compongono un Vollzug ("treno intero").